# Roger Chastel
Pour les articles homonymes, voir Chastel.
Roger Chastel (Roger, Édouard Henri Chastel), né le 25 mars 1897 à Paris et mort le 12 juillet 1981 à Saint-Germain-en-Laye, est un peintre français de l'École de Paris dont l'œuvre s'inscrit à la limite de la non figuration.

## Biographie

### 1897-1918
Le père du peintre, Édouard Chastel, né à Paris, d'origines auvergnate et poitevine du côté paternel, brésilienne du côté maternel, est banquier et collectionneur. Sa mère (Marthe Marchand) est née en Auvergne. Premier enfant d'une famille qui en comptera cinq. Roger Chastel naît au 32 Boulevard Haussmann dans le 9e mais ses parents vont quelques mois plus tard habiter un hôtel particulier à Neuilly-sur-Seine puis rue Desbordes-Valmore vers 1905. Roger Chastel passe ses vacances avec ses deux frères et ses deux sœurs dans un village d'Auvergne, berceau de la famille, où il dessine animaux, paysages et portraits, ou à Benerville, près de Deauville où ses parents possèdent une maison, la villa Timgad. Avec son frère Jean il se rend fréquemment au Louvre et, dos au tableau, ils s'appliquent à le reproduire de mémoire. Dès quinze ans Roger Chastel exprime sa décision d'être peintre.
Tout en continuant sa scolarité (collège Gerson en 1906, Lycée Sainte-Croix, Lycée Carnot et Lycée Janson-de-Sailly), Roger Chastel dessine au Jardin d'acclimatation. Renonçant au baccalauréat, il s'inscrit en 1912 au cours de dessin de l'Académie Julian où il se lie avec le peintre Jean Subervie, prépare le concours d'entrée à l'École des Beaux-Arts et y fréquente en 1914 l'atelier Fernand Cormon qu'il quitte rapidement pour retourner à l'Académie Julian dans l'atelier de Jean-Paul Laurens. Il dessine simultanément au Louvre. Effectuant son service militaire en 1915, ajourné en août, il est mobilisé en 1916 dans l'artillerie légère, dresse des chevaux canadiens à Caen, est affecté sur le front de Somme, le chemin des Dames, évacué de Verdun et versé dans le service auxiliaire à Vernon, à la réquisition des chevaux.

### 1919-1944
Démobilisé en 1919, Roger Chastel s'inscrit à l'Académie Ranson (Montparnasse), suit le peintre argentin Araujo lorsque celui-ci fonde sa propre académie rue Bréa. Ayant loué un appartement-atelier rue d'Assas, en face de l'entrée du jardin du Luxembourg, pour subsister il dessine pour Comœdia, La Rampe où il illustre une complainte de Francis Carco, fait des caricatures pour l'hebdomadaire politique L'Europe nouvelle et des dessins satiriques pour La Gazette du Bon Ton. En 1920 il part rejoindre durant quelques mois son frère Jean à Berlin où il travaille pour différents magazines et crée des costumes pour des revues à grand spectacle. Rentré à Paris, il réalise en 1920 à Benerville, encouragé par le dessinateur Sem qui l'a regardé dessiner deux albums satiriques sur les habitués du casino de Deauville, Le Trust des Perles et, en collaboration avec Pierre Mourgue, Eh bien, dansez maintenant !.
Roger Chastel participe à des expositions de groupe, à partir de 1923 au salon d'automne puis au Salon des Tuileries. Il rencontre en 1925 au Bal Nègre Suzanne Fromont, mariée et mère de deux petites filles (Christiane et Mytil), qu'il épousera en 1931. Après avoir illustré en 1926 les programmes des Ballets suédois présentés par Jacques Hébertot et des reportages de Marcel Astruc sur les quartiers pittoresques de Paris (Les Halles, La Villette, les Six jours dans l'hebdomadaire Vu, dirigé par Lucien Vogel, il décide de se consacrer exclusivement à la peinture.
Continuant d'exposer dans les Salons parisiens, Roger Chastel s'installe définitivement à Saint-Germain-en-Laye en 1928 dans une maison passablement délabrée du XVIIe siècle. Il donne alors quelque temps des cours dans une école privée pour jeunes anglaises. Il rencontre en 1930 Paul Guillaume qui le met en relation avec Jeanne Castel. C'est dans sa galerie, rue du Général-Beuret puis avenue de Messine, qu'il présente en 1930, 1934 et 1935 ses trois premières expositions personnelles. Paul Guillaume accompagne également chez Jean Mistler et sa femme dont Chastel fera le portrait en 1933. Séjournant en 1931 sur la Côte d'azur chez les parents de sa femme, il peint des paysages.
Roger Chastel obtient en 1932 pour Nature morte au coquillage rose le « Grand Prix de Peinture » créé par Jacques Darnetal et doté par Georges Bernheim, exposant la même année à la galerie Georges Bernheim, rue La Boétie, puis à la galerie Speranza, rue des Beaux-Arts, en même temps qu'Yves Alix, Jean Aujame, André Breuillaud, Thérèse Debains, Frédéric Delanglade, André Planson et Maurice Georges Poncelet. La galerie Paul Guillaume l'expose en 1933. Il réalise en 1935 les décors et costumes du ballet La Pantoufle de Vair pour l'Opéra-Comique, sur une musique de son ami Marcel Delannoy, et un panneau, L'Industrie, pour le Pavillon français de l'Exposition universelle de Bruxelles, en 1936 trois panneaux pour l'école primaire de la rue Ampère à Saint-Germain-en-Laye (Animaux domestiques, Animaux exotiques et Animaux polaires) ultérieurement détruits, en 1937 une décoration pour le Pavillon du Tourisme de l'Exposition Internationale de Paris ainsi que les décors et costumes de l'opéra-bouffe Philippine de Jean Limozin et Henri Lyon, musique de Marcel Delannoy pour le théâtre des Champs-Élysées.
En 1938, à la place de Pierre Bonnard malade qui le désigne pour le remplacer, Chastel peint Pax Genitrix, allégorie de la Paix de 12 mètres de hauteur sur 8 de largeur, l'un des quatre panneaux offerts par la France à la Société des Nations pour la grande salle des assemblées, à Genève, également décorée par Maurice Denis, Ker-Xavier Roussel et Édouard Vuillard. Il rencontre à cette occasion le poète Jean Lescure avec qui il a de longues discussions l'incitant à reconsidérer ses conceptions et qui lui fera connaître le monde différent des artistes de la revue Messages. Sa peinture traverse alors une phase expressionniste.
Mobilisé le 2 septembre 1939 puis démobilisé le 13 juillet 1940 Chastel, en passant par l'Anjou, la Charente et le Béarn, gagne la zone libre durant l'Occupation nazie, s'installe à Cannes (août 1940-fin 1940) où il retrouve Bonnard et rencontre Matisse, à Ramatuelle (fin 1940-fin 1941) et Grimaud dans le Var (été 1941-1942) puis dans le Lot, à Seuzac, près de Larnagol, à partir du printemps 1943, tandis que la galerie Drouant-David l'expose en 1942, préfacé par Jean Lescure, la galerie Maeght à Cannes, et qu'il illustre en 1943 De la patte à l'aile de Colette (dix-sept dessins rehaussés d'aquarelle reproduits au pochoir).

### 1945-1955
Roger Chastel rentre le 1er mai 1945 à Saint-Germain. Il illustre en 1945 de quatorze lithographies La Jeune Fille verte de Paul-Jean Toulet et, introduit par Bonnard, expose en octobre 1946 à la galerie Maeght des toiles entreprises avant la guerre et achevées dans l'atelier de Maurice Denis que lui a prêté sa femme et des œuvres autour d'un thème élaboré à Seuzac (La famille Roumegous). Sa peinture commence à cette époque à se développer par séries autour de thèmes qui se succèdent lentement. Il est en 1947 désigné comme juré adjoint pour les jugements du Prix de Rome, pose par deux fois sa candidature au poste de chef d'atelier, mais Legueult et Chapelain-Midy sont nommés. Une exposition itinérante organisée par Gaston Diehl lui vaut la visite de jeunes peintres venus d'Algérie, Louis Nallard, Maria Manton, Marcel Fiorini, Marcel Bouqueton, avec qui il se lie durablement. Son ami le poète Jean Lescure lui ayant fait connaître Paul Éluard, Roger Chastel illustre en 1948 de quarante-cinq gravures à l'eau-forte Le Bestiaire de Paul Éluard, tirant une grande partie des gravures sur sa presse avec l'aide de Jean Signovert.
Sa santé compromise, après une période de repos complet de mai à juillet 1949 à Carnac, il expose en 1951 à Copenhague et reçoit pour Les Amoureux au bistrot XX le Grand Prix de la première Biennale de São Paulo. En 1953 et 1954 deux tapisseries, Le Concert et Le Quatorze juillet à Toulon, sont exécutées d'après ses cartons par la Manufacture des Gobelins. Chastel réalise en 1955 les décors du ballet Les Noces fantastiques, musique de Marcel Delannoy, pour l'Opéra de Paris, dessinera pour le TNP de Jean Vilar les costumes et décors de La guerre de Troie n'aura pas lieu de Jean Giraudoux. Quelques étés passés à l'île de Houat, en 1954, 1955 et 1956, vont influencer son œuvre en la tournant vers le paysage.

### 1956-1981

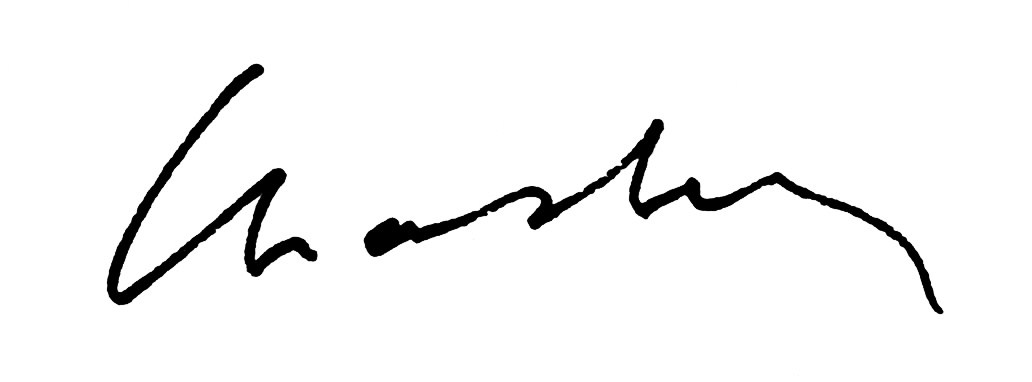
Signature de Chastel

Roger Chastel expose ensuite régulièrement ses peintures à Paris, à la galerie de Sylvie Galanis (qui deviendra la galerie Villand et Galanis) en 1956 rue La Boétie, en 1958, 1961, 1967 et 1968 boulevard Haussmann, auprès de celles d'Estève, Gischia, Lagrange et Lapicque, en province et à l'étranger. Roger Chastel reçoit le Prix national des arts en 1961. De 1963 à 1968 il est professeur-chef d'atelier à l'École nationale supérieure des Beaux-Arts, où François Rouan, Claude Viallat, Daniel Buren, Claude Guillemot le retrouvent après ses cours. Bertrand-Moulin est de ses élèves.
Il devient membre de l'Institut de France en 1968. D'importantes rétrospectives de son œuvre sont présentées en 1962 et 1968.
Roger Chastel meurt le 12 juillet 1981 à Saint-Germain-en-Laye. Un hommage lui est rendu à l'École des Beaux-Arts l'année suivante. La dispersion par vente aux enchères de 447 œuvres de son atelier a lieu le 2 décembre 2007 à Saint-Germain-en-Laye.

## L'œuvre

### 1923-1937
De 1923 à 1928 le Cubisme fut pour Chastel « l'expérience fondamentale de sa période de formation ». À partir de 1929 il s'engage pour une dizaine d'années « dans un style redevable au cubisme mais relativement conventionnel », « une peinture séduisante et réaliste (...) plaisante, parfois superficielle » et mondaine, qui se rapproche de celles des « peintres de la réalité poétique ». Jusqu'en 1933 il se consacre presque entièrement à des portraits, soucieux de leur ressemblance, mais aborde les natures mortes qu'il multiplie particulièrement en 1938.« Ce qui paraît clair, c'est que, de toute façon, pour Chastel, l'objet qu'il peint, il croit encore que c'est l'objet qu'il représente. S'il entreprend de connaître un objet, c'est celui qui lui sert de modèle. Il ne voit pas encore naître sur sa toile un objet essentiel », un objet « pictural », observe Jean Lescure. Une nouvelle façon de travailler va lui permettre d'en prendre mieux conscience.

### 1937-1949
C'est en 1937 que Chastel inaugure un travail par séries, composées de quelques toiles (Cyclamen) puis d'une douzaine ou d'une vingtaine (Anémones, Les Pêches, 1938; La Femme au vitrail, La Lettre, La Leçon de musique, 1939; Mytil, 1940; Les Pommes rouges, Les Giroflées, Les Tasses bleues, Fauteuil aux iris, à partir de 1940; Nature morte à la chaise, 1941-1942; Némésis, 1942-1943; La famille Maeght (1943-1944); Femme couchée à la mandoline, Femme couchée à la guitare, Les Visiteuses, (1944-1945).
Au long ces années Chastel adopte d'abord, en 1938 et 1939, un style violent, à la fois cubiste et expressionniste, souvent dans des formes anguleuses, agressives, des couleurs vives et contrastées, qui donnent à ses peintures une dimension inquiétante.
Durant cinq ans il renoue ensuite dans ses portraits et natures mortes avec un réalisme séduisant mais reprend simultanément ses recherches variées d'avant-guerre. Le style cubisme-expressionniste réapparaît cependant épisodiquement, renouvelé par un dépassement décisif de la réalité à travers une géométrisation des formes, dans plusieurs de ses peintures à partir de 1942, jusqu'à s'imposer lors du retour du peintre en mai 1945 à Saint-Germain-en-Laye.
La peinture de Chastel se développe essentiellement dès 1944 selon le mode de création par séries qui permet à son « abstraction figurative », selon ses mots, de passer de l'objet réel à l'objet purement pictural : Les Amoureux au Bistrot, I, 1944-1946 (une dizaine de toiles), Les Roumégous, 1945, (une vingtaine de toiles). Trois autres séries leur succèdent, Pichet, plat d'étain, citron, 1947 (autour de 7 toiles), Pichet et hareng, Les Pêches et Les Pommes, 1949 (autour de 32 toiles), puis Léda (une trentaine de toiles).
Autour de 1945, alors que les membres du groupe du réalisme poétique, Brianchon, Legueult, Limouse, Baboulène, dont on avait pu rapprocher Chastel « continuaient à peindre, au-delà de 1950, en usant du même style que pendant l'entre-deux-guerres », sa démarche « s'apparentait davantage à celle d'Estève, de Manessier, de Bissière, de Pignon et également de Nicolas de Staël », auprès de qui, même s'il ne fait pas partie des mouvements de l'abstraction lyrique ou de la peinture informelle, il expose dans les décennies suivantes.

### 1950-1962
Dans la décennie suivante l'abstraction de Chastel simplifie et imbrique de larges pans harmonieusement colorés en marge de tout réalisme, qui nient toute notion de perspective ou de volume. Ses séries ont pour titres :
- Les Amoureux au Bistrot, II, 1950 (une trentaine de toiles)
- Les Enfants Lescure, 1950-1952 (autour de 11 toiles)
- Le Bistrot, 1951-1952 (autour de 37 toiles)
- La Veillée, 1952-1953 (autour de 28 toiles)
- Hareng sous la lampe, 1953-1954
- Le Quatorze Juillet à Toulon, 1954-1958 (autour de 19 toiles), Le Tour de cartes, 1954-1958 (autour d'une quarantaine de toiles)
- Pêche aux bouquets et Cueillette des berniques, 1955-1956 (12 et 13 toiles)
- Mer, Ciel, Roc, 1956
- Nature morte à la pomme verte et Le Petit Colleone, 1957-1958[37] (plus de 20 toiles)
- Le Piano, 1959-1960 (autour de 11 toiles), La Lettre, 1959-1961 (autour de 13 toiles), La Gitane aux citrons, 1959-1961 (autour de 6 toiles)

De ses débuts à 1958 Roger Chastel a peint « de 600 à 700 toiles ».

### 1963-1974
En 1963 Chastel est nommé, à soixante-dix ans, chef d'atelier à l'École des Beaux-Arts et son activité d'enseignant lui laisse moins de temps pour peindre. À l'initiative de François Rouan ses élèves organisent une pétition pour qu'il continue d'assumer la direction d'un séminaire jusqu'en octobre 1968. En 1969 la maladie restreint sa création qu'il consacre essentiellement à des natures mortes de modestes dimensions et surtout à des dessins. Ses dernières peintures datent de 1974.
Cette période est dominée par deux séries, La Pesanteur et la grâce, 1963-1965 (autour de 22 toiles), à dimension symbolique, autour de l'opposition entre une tête en pierre de Volvic et un masque africain que lui avait offerts Paul Guillaume, et Le Cirque, 1963-1972 (autour de 63 toiles), les plus épurées sinon abstraites des peintures de Chastel, construites sur les jeux de lumières des projecteurs, les courbes de la piste et des cordages.
En 1969 et 1972 le peintre consacre ses dernières forces à des séries rassemblant moins d'œuvres, notamment Les Figues (autour de 7 toiles), puis La Plage (17 toiles), La Plage au crépuscule (4 toiles), après un nouveau séjour à l'île de Houat, et Le Menhir ou, plus énigmatiquement, Le Mendu, entre rocher et visage, 1970-1972 (7 toiles). En 1972 ses deux dernières grandes toiles ont pour titre La jeune fille et la mort, la claire et la sombre.

## Illustrations
- Eh bien dansez maintenant..., dessins de Roger Chastel et Pierre Mourgue, avant-propos d'André de Fouquieres, Paris, éditions du Bon Ton, 1921, 4 p. et 25 planches en couleurs, couverture illustrée
- Colette, De la patte à l'aile, éditions Corrêa, Paris, 1943.
- Hugues Panassié, Le Jazz hot, présenté par Louis Armstrong, préfacé par Eugène Marsan, dessins de Roger Chastel, Paris, éditions Corrêa, 1934.
- Paul-Jean Toulet, La Jeune fille verte, 14 lithographies de Chastel, Monaco, À la voile latine, 1946.
- Paul Éluard, Bestiaire, 45 gravures de Chastel, Paris, éditions Pierre à feu, 1948.
- La Messagère, eau-forte, dans À la gloire de la main, Paris, Aux dépens d'un amateur, Librairie Auguste Blaizot, 1949[41].
- Giuseppe Ungaretti, Les Cinq Livres, texte français établi par l'auteur et Jean Lescure, Éditions de Minuit, Paris, 1953 (portrait d'Ungaretti, dessin, p. 4).
- Paul Arma, Divertimento n° VI, partition, couverture dessinée par Roger Chastel, Paris, H. Lemoine, 1956.
- Jean Lescure, Noires compagnes de mes murs, avec 8 dessins (Roger Chastel, Jean Coulot, Marcel Fiorini, Léon Gischia, Charles Lapicque, Mario Prassinos, Raoul Ubac et Jean Villeri), Florentin Mouret, Avignon, 1961.

## Jugements
« L’importance de Chastel lui vient de sa situation à un carrefour où il n’a jamais cessé de se tenir… L’art de Chastel n’est pas autre chose qu’une lente pénétration. (...) À la netteté du savoir il ajoute la plénitude de l’émotion. (...) Chastel se place dans cette sphère où l’art devient sa propre réalité… Le dépassement auquel parvient Chastel ne s’opère pas malgré l’intégration toujours plus large du monde dans sa peinture, mais à cause d’elle. Il est le résultat de l’enchaînement de ses intégrations successives. Cet enchaînement seul, parce qu’il n’élimine rien du monde, est en mesure, engageant profondément le peintre dans le réel et l’en dégageant à la fois, de faire déboucher son art sur l’univers de la pure peinture. »
Jean-Louis Ferrier, Roger Chastel, dans Les Temps modernes, Paris, novembre 1958.
« Les tonalistes sont rares dans l’histoire de l’art. Ils y occupent une place singulière. C’est qu’ils donnent à la peinture son visage le plus secret en même temps que le plus patient. Pour Chastel les couleurs ne se différencient que parce qu’elles expriment des valeurs comparables. Entre un violet de cobalt et un violet d’alizarine la différence n’est pas de couleur, elle est de noirceur. »
Jean Lescure, préface à Chastel, Dessins, Galerie Numaga, La Chaux-de-Fonds, 1959, non paginé
« La couleur est ici comme dissoute dans la lumière. Flexible, modulée, discrète jusque dans ses violences, elle s'entoure de ses échos, s'amortit dans des ombres qui l'exaltent, développe longtemps ses alliances. Elle cesse d'être couleur. La lumière l'emporte. Chastel est un tonaliste. (...) Aussi ne s’étonnera-t-on pas de l’œuvre de Chastel ait moins d’amateurs, mais plus de fervents, moins de connaisseurs, mais plus d’amoureux que celles de ses contemporains. Une grâce spéciale intervient. On peut aimer ou ne pas aimer Chastel, mais dès qu’on l’aime, on le préfère. »
Jean Lescure, préface à Chastel, Musée Rath, Genève et Musée-Maison de la Culture, Le Havre, 1962, p. 6 et 10

## Musées
France :
- Musée national d'art moderne de Paris : Les Enfants du boulanger, 1931-1934, 130 × 89 cm ; Nature morte aux pommes rouges, non daté, vers 1932-1933, 92 × 61 cm ; Paysage de Savoie, non daté, vers 1934-1935, 54 × 65 cm ; Les Lys blancs, 1945, 130 × 80 cm ; La  Veillée XIII, 1952-1953, 163 × 193 cm ; Le 14 juillet à Toulon, 1955, 100 × 116 cm ; Le Cirque XIV, 1964, 100 × 115 cm[42]
- Musée d'art moderne de la ville de Paris :  Madame A. ou La Femme en bleu, 1933-1935, 65 × 50 cm; Portrait du libraire, 1934-1935, 116 × 73 cm; Némésis ou Mélancolie no 2, 1942–1946 cm[43].
- Centre national des arts plastiques, Paris : La gitane au citron, 1961, 162 × 110 cm[44]
- Mobilier national, Paris : Hommage à Bach, 1948, tapisserie tissée par la Manufacture des Gobelins, 350 × 300 cm[45]; Quatorze juillet à Toulon, 1954-1955, tapisserie tissée par la Manufacture des Gobelins, 400 × 450 cm[46]

- Musée des beaux-arts, Agen : Le Cirque LVI, 1970-1972, 100 × 116 cm.
- Musée d'art moderne André-Malraux, Le Havre : Cheminée d'hôtel, 1945, 130 × 81 cm.
- Musée de Metz : Le cirque LII, 1969, 165 × 195 cm.
- Musée des Ponchettes, Nice, La Cheminée d’hôtel, 1947-1954.
- Musée de la Ville de Poitiers : La cheminée d'hôtel, 1945-1946, 130 × 81 cm
- Musées de Pontoise : Nature morte à la cafetière, 1923, 41 × 27 cm ; La Veillée X, 1952, 65 × 54 cm ; Les Roumegous, 1951-1952 ; La Marchande de citrons, 1947-1952 ; Le Bistrot de verre I, 1951-1952, 81 × 05 cm ; 14 juillet à Toulon V, 1955, 81 × 95 cm; Piano V, 1959, 86 × 100 cm.
- Tableaux acquis par l’État (destination inconnue) : Portrait de Mytyl blond, 1941; Portrait de Mytyl au dé, 1941 ; Amoureux au café, 1950, La Marchande de citrons
- Gray (Haute-Saône), musée Baron-Martin : Portrait de jeune fille, 1941, huile sur toile, 69 x 39 cm, dépôt du Fonds National d'Art Contemporain.

Brésil :
- Museu de arte contemporanea da universidade de São Paulo : Les Amoureux au bistrot, 1950-1951, 163 × 97 cm.

Égypte :
- Musée du Caire

États-Unis :
- Pittsburgh (Carnegie Institute) : Femme à la guitare, 1935-1938.
- Musée de Baltimore : L’Enfant en blanc, 1934-1935.
- Musée de Boston

Italie :
- Musée de Turin : La Veillée, 1952-1955.

Luxembourg
- Musée d'Art et d'Histoire, Luxembourg : Le Tour de cartes, 1957-1960; Le Cirque, 1966, 165 × 195 cm; Le Tour de cartes, 1957-1960, 100 × 116 cm; La Lettre birmane, 1960.

Suisse :
- La Chaux-de-Fonds: La Famille Roumegous, 1945-1947

Tunisie :
- Musée de Tunis : La Marchande de citrons, 1947-1952

## Expositions

### Expositions personnelles
: source utilisée pour la rédaction de cet article
- 1930 : Galerie Jeanne Castel, avenue de Messine, Paris (novembre)
- 1931 : Galerie Jeanne Castel, Paris (novembre 1931 - février 1932)
- 1932 : Galerie Georges Bernheim, Paris (juin)
- 1933 : Galerie Marcel Bernheim, Paris (décembre)
- 1933 : Galerie Paul Guillaume, rue La Boétie, Paris (novembre-décembre)
- 1934 : Galerie Jeanne Castel (mai ?)
- 1935 : Galerie Jeanne Castel
- 1942 : Galerie Maeght, Cannes (septembre), préface de Léon-Marie Brest; Galerie Drouant-David, Faubourg Saint-Honoré, Paris (novembre-décembre), catalogue : préface de Jean Lescure, 58 numéros
- 1946 : Galerie Maeght, rue de Téhéran, Paris (octobre-novembre), catalogue : Derrière le miroir, préface de Jean Lescure, 42 numéros
- 1951 : Athenaenn Rumstandel, Copenhague ; Falk Jensen, Copenhague
- 1956 : Galerie Villand et Galanis, rue La Boétie, Paris (avril-mai)
- 1957 : Librairie H. Kaeser, Lausanne (mai)
- 1958 : Galerie Villand et Galanis, boulevard Haussmann, Paris (novembre-décembre), catalogue : préface de Jean-Louis Ferrier (extrait des Temps modernes, novembre 1958), 33 numéros
- 1959 : Galerie Numaga, La Chaux-de-fonds (août-septembre), catalogue : préface de Jean Lescure ; Kunstforeningen, Copenhague
- 1961 : Galerie Villand et Galanis, Paris (juin-juillet), préface de Georges-Emmanuel Clancier)
- 1962 : Musée Rath, Genève (mars avril) et Musée-Maison de la Culture, Le Havre (mai-juin), catalogue : préface de Jean Lescure , 187 numéros
- 1967 : Rétrospective 1930-1954, Galerie Villand-Galanis, Paris (novembre-décembre)
- 1967 : Rétrospective 1955-1961, Galerie Villand-Galanis, Paris (décembre)
- 1968 : Rétrospective 1962-1987, Galerie Villand-Galanis, Paris (avril-mai)
- 1968 : Palais de Vendôme, Aix-en-Provence (juillet-août), catalogue : préface de Gaëtan Picon et texte non signé de Suzanne Chastel, 121 numéros
- 1969 : École régionale des Beaux-Arts, Angers (mai)
- 1970 : Galerie des Ponchettes, Nice (mars-avril), introduction de L. de Groer; Musée de Metz (juillet-septembre) et Musée de l'État, Luxembourg (septembre-octobre), catalogue : préface de Jacques Lassaigne
- 1971 : Galerie Mœbius, Beaune (mai-juin)
- 1972 : Sochaux (mai-juin); Dessins et gravures, Pontoise (mai-septembre), catalogue : texte d'Edda Maillet; Musée vendéen, Fontenay-le-Comte (novembre-décembre), catalogue : préface de Gaëtan Picon
- 1976 : Œuvre graphique, Musée municipal de Saint-Germain-en-Laye (octobre-novembre), catalogue : préface de Jean-Louis Ferrier, texte de C. Vincent
- 1981 : Musée de Pontoise (octobre-novembre), catalogue : texte d'Edda Maillet
- 1982 : Bertholle, Chastel, Singier, École nationale supérieure de Paris (janvier-mars), catalogue : texte sur Chastel de Georges-Emmanuel Clancier, 45 numéros  (ISBN 2903639019)
- 1984 : Musée d’Art Moderne de la Ville de Paris et Manège royal de Saint-Germain-en-Laye, catalogue : préface de Jean Lescure, introduction de Bernadette Contensou, textes de Jérôme Serri et Jean Starobinski), 169 numéros
- 1987 : Galerie Callu Mérite, rue des Beaux-Arts, Paris, catalogue : préface de Jean-Louis Ferrier  et textes de Jean Lescure
- 1996 : Galerie Callu Mérite, rue des Beaux-Arts, Paris (novembre-décembre), catalogue : textes de Jean-Louis Ferrier et Jean Lescure

### Expositions collectives
À partir de 1933 Roger Chastel a participé à de nombreuses expositions collectives en France et à l'étranger (Allemagne, Australie, Belgique, Brésil, Chili, Espagne, États-Unis, Italie, Japon, Suède, Suisse, URSS, Venezuela, Yougoslavie.

## Écrits
- Roger Chastel, ...passé par la tête, Paris, Éditions Galanis, 1968
- Roger Chastel, Notice sur la vie et les travaux de Nicolas Untersteller (1900-1967), [notice lue à l'occasion de l'installation de Chastel comme membre de la section de peinture de l'Académie des Beaux-Arts le 16 avril 1969, précédée d'une allocution sur Chastel prononcée par Yves Brayer ], Institut de France, Paris, 1969
- Dans les archives de Jean Lescure figuraient en 1994 huit carnets de notes (datés 1930-1968) et quinze carnets à dessins remplis de notes et réflexions de Roger Chastel (datés 1930-1960)[48]. Ces archives sont depuis conservées à l'IMEC.

## Éléments de bibliographie

### Monographies
- Jean Mistler, Roger Chastel, Collection Les maîtres de demain dirigée par Francis Carco, Paris, Sequana Éditeur, avril 1943
- Paul Éluard - Roger Chastel, texte[49] et poème (« À Chastel »[50]) de Paul Éluard, textes de Pierre Berès, Georges Blaizot, Charles Peignot et Paul Bonet, lithographies de Chastel, Derrière le miroir n° 17, février 1949, Paris, galerie Maeght, éditions Pierre à feu
- Roger Chastel, documentation réunie par Nane Bettex-Cailler, Les cahiers d'art-Documents no 85, éditions Pierre Cailler, Genève, 1958
- Jean Lescure, Roger Chastel, texte préparatoire, inédit, août 1965[51]
- Fl. Quainon, Roger Chastel (1897-1981), D.E.A., Université de Paris X Nanterre, 1994 (162 p.)

### Articles
- Jean-Louis Ferrier, Roger Chastel, dans Les Temps modernes, Paris, novembre 1958.
- Jean Lescure, Roger Chastel, lauréat 1961 du Prix national des arts, dans Connaissance des Arts, avril 1962, p. 68-73
- Jean Lescure, Roger Chastel, dans Le Club français de la médaille, Paris, 2e semestre 1977
- Une bibliographie des articles consacrés à Roger Chastel figure dans Fl. Quainon, Roger Chastel (1897-1981), D.E.A., Université de Paris X Nanterre, 1994, p. 151-155

### Ouvrages généraux (chronologie)
- René Huyghe, La peinture française, les contemporains, Paris, éditions Tisné, 1939, p. 156
- Bernard Dorival, Les étapes de la peinture française contemporaine, tome troisième, depuis le cubisme, 1911-1944, Paris, Gallimard, 1946, p. 242-243, 253-254 et 264
- Paul Éluard, Voir, Genève-Paris, éditions des Trois Collines, p. 140-141
- Dictionnaire de la peinture abstraite, Paris, Éditions Hazan, 1957
- Bernard Dorival, Les peintres du XXe siècle : du cubisme à l'abstraction, Paris, éditions Tisné, 1957, p. 20
- Jean Cassou, Panorama des arts plastiques, Paris, éditions Gallimard, 1960, p. 642-648
- Bernard Dorival, L'École de Paris au Musée national d'art moderne, Paris, éditions Somogy, 1961, p. 53
- Peintres contemporains, Paris, Mazenod, 1964 (texte sur Chastel de Jacques Lassaigne, p. 104)
- René Huyghe et J. Rudel, L’art et le monde moderne, t. 2, Paris, éditions Larousse, 1970, p. 128, 130, 244, 320 et 323
- Dictionnaire Bénézit, Paris, édition Gründ, 1976, p. 690
- Pierre Cabanne, Dictionnaire des arts, Paris, éditions Bordas, 1979, tome I, p. 254
- Hélène Parmelin, Les Peintres de Jean Vilar : Calder, Chastel, Gischia, Jacno, Lagrange, Manessier, Pignon, Prassinos et Singier, Fondation Jean Vilar, Avignon, 1984.
- L'aventure de l'art au XXe siècle, sous la direction de Jean-Louis Ferrier, Paris, éditions Chêne-Hachette, 1988, p. 797
- Lydia Harambourg, L'École de Paris 1945-1965, Dictionnaire des peintres, Ides et Calendes, Neuchâtel, 1993  (ISBN 2825800481); nouvelle édition, 2010, p. 105-106  (ISBN 978-2-8258-0241-0)
- Abstraction 50, l'explosion des libertés, Ville de Rueil-Malmaison, 9 décembre 2011 - 19 mars 2012, Éditions du Valhermeil, 2011, 128 p. (reproduction : Le bistrot VI, 1952, 46 × 55 cm, p. 50-51)  (ISBN 9 782354 670948)